# Galeria im. Sleńdzińskich
Galeria im. Sleńdzińskich w Białymstoku – polska galeria monograficzna rodu Sleńdzińskich, założona w 1993 roku, mieszcząca się w dawnym Domu Modlitwy Cytronów przy ul. Waryńskiego.
Od początku swojego istnienia posiada status galerii miejskiej, wpisanej do rejestru instytucji kultury Miasta Białegostoku, zaś głównym celem jej działalności jest opracowywanie, udostępnianie i upowszechnianie spuścizny rodziny Sleńdzińskich oraz gromadzenie zbiorów związanych tematycznie z kulturą kresów wschodnich.
W zbiorach galerii znajdują się dzieła Aleksandra, Wincentego, Ludomira i Julitty Sleńdzińskich, kolekcja grafiki wileńskiej pochodzącej z XIX oraz XX w., a także obiekty rzemiosła artystycznego i instrumenty muzyczne m.in.: klawesyn należący do Julitty Sleńdzińskiej, donatorki Galerii.
W salach na parterze znajduje się ekspozycja stała zatytułowana Sztuka W Genach. Na pierwszym piętrze odbywają się warsztaty plastyczne. Galeria organizuje ponadto cykliczne imprezy pod nazwą Czwartki u Sleńdzińskich, w ramach których odbywają się spotkania autorskie, promocje książek, koncerty i recitale muzyki poważnej.
Od czerwca 2010 roku Galeria im. Sleńdzińskich dysponuje nową powierzchnią wystawową znajdującą się przy ul. Legionowej 2. W tym miejscu odbywają się wystawy czasowe prac artystów i artystek związanych z Podlasiem, a także inne wydarzenia kulturalne i edukacyjne.
W placówce przy ul. Waryńskiego znajdują się: Dział Zbiorów Artystycznych, Archiwalnych i Badań Regionalnych oraz Dział Edukacji natomiast przy ul. Legionowej - Dział Wystaw, Wydawnictw i Promocji.

## Ekspozycje
Na ekspozycjach czasowych przedstawiono dotychczas m.in.:
- rzeźby Stanisława Wakulińskiego,
- projekty, szkice, dokumentacje techniczne, rysunki i akwarele architekta Stanisława Bukowskiego,
- prace artystów z Wilna, a także z innych zakątków Litwy,
- prace Anny Beaty Wasilewicz i Włodzimierza Wasilewicza,
- rysunki Barbary Gawdzik-Brzozowskiej,
- prace Jana Kantego Pawluśkiewicza,
- grafiki Jerzego Lengiewicza,
- grafiki Paweł Kwiatkowski
- malarstwo Wiktorii Tołłoczko–Tur[6][7]
- plakat artystyczy Wiesław Wałkuski
- malarstwo Alicja Chorociej,
- fotografie Leon Szałkowski

## Kierownictwo
Kierownicy/dyrektorzy galerii
- 1992–2008 Stanisława Gryncewicz
- 2008–2010 Mariusz Kostro
- od 2010 Jolanta Szczygieł-Rogowska

## Działalność wydawnicza
Galeria jest wydawcą kwartalnika muzealnego Ananke oraz okolicznościowych katalogów wystaw czasowych. W 2004 roku ukazał się album Galeria im. Sleńdzińskich w Białymstoku prezentujący zbiory oraz dotychczasową, ponad dziesięcioletnią, historię.